# Ройтбак, Александр Ильич
Александр Ильич Ройтбак (17 февраля 1919, Одесса, Одесская губерния, Российская империя — 24 декабря 1991, Тбилиси, Грузия) — грузинский советский врач, нейрофизиолог и электрофизиолог.

## Биография
Родился 17 февраля 1919 года в Одессе. В 1936 году поступил в Киевский медицинский институт, который окончил в 1941 году. В 1941 году семья Ройтбаков была эвакуирована в Тбилиси и молодой врач пришёл к И. С. Бериташвили, чтобы заниматься физиологией. Так Александр Ройтбак связал свою жизнь со столицей Грузинской ССР и провёл там остаток своей жизни. С 1941 по 1961 год работал в качестве научного сотрудника в Институте физиологии. С 1961 по 1991 год заведовал лабораторией общей физиологии коры головного мозга там же.
Скончался 24 декабря 1991 года в Тбилиси, за 2 дня до распада СССР.

## Научные работы
Основные научные работы посвящены электрическим явлениям в коре головного мозга.
- Изучал физиологические особенности глиальных клеток и их роль в высшей нервной деятельности.
- Исследовал изменения ЭЭГ и Е-волны при мышечной деятельности человека.
- Показал, что ритмическим электрическим раздражением коры можно создать в ней фокус доминанты.
- Широко использовал электрофизиологические методы для изучения условных рефлексов.

## Членство в обществах
- 1960-91 — Член ИБРО.
- 1960-91 — Член Научного совета АН СССР по комплексным проблемам физиологии человека и животным.
- 1968-91 — Член-корреспондент АН СССР.